# Chromodoris dianae
Il cromodoride di Diana (Chromodoris dianae Gosliner & Behrens, 1998) è un mollusco nudibranco della famiglia Chromodorididae.

## Descrizione
Corpo da bianco ad azzurro, finemente puntinato, con grosse macchie nere allungate e allineate su due file lungo il dorso, ai lati, e delle macchie più tondeggianti, in genere una tra i rinofori, una al centro del dorso e una dietro il ciuffo branchiale. Bordi del mantello bianchi, talvolta con macchie giallo-arancio. Rinofori di colore arancio, ciuffo branchiale di colore bianco con linee arancio, talvolta traslucido.

## Distribuzione e habitat
Indonesia, isole Filippine, Borneo.